# Strobopagurus gracilipes
Strobopagurus gracilipes is een tienpotigensoort uit de familie van de Parapaguridae. De wetenschappelijke naam van de soort is voor het eerst geldig gepubliceerd in 1891 door A. Milne-Edwards.